# Geoffrey Faber Memorial Prize
Il Geoffrey Faber Memorial Prize è un premio letterario britannico istituito nel 1963 in omaggio a Geoffrey Faber, fondatore e primo presidente della casa editrice Faber & Faber. Il premio è assegnato a un singolo volume di poesia o narrativa di un autore del Regno Unito, o irlandese, o del Commonwealth, di età inferiore a 40 anni (al momento della pubblicazione) e viene assegnato ad anni alternati a poesia e narrativa, compresi i racconti.
Il premio ammonta a 1500 sterline.
La giuria del premio, composta da tre revisori, è selezionata da editori letterari di riviste e giornali che pubblicano regolarmente recensioni di poesia e narrativa.
Nel suo primo anno, il premio è stato assegnato a Christopher Middleton e George MacBeth per la poesia. La prima vittoria di una raccolta di racconti, The Quantity Theory of Insanity di Will Self, risale al 1993.

## Vincitori
- 1964: Christopher Middleton, Torse 3 Poems 1949-1961 Poesia[4]
  - George MacBeth The Broken Places: Poems, Poesia[5]
- 1965: Frank Tuohy, The Ice Saints, Narrativa[6]
- 1966: Jon Silkin, Nature Within Man, Poesia[7]
- 1967: William McIlvanney, Remedy is None, Narrativa,
  - John Noone, The Man with the Chocolate Egg, Narrativa[1]
- 1968: Seamus Heaney, Death of a Naturalist, Poesia[1]
- 1969: Piers Paul Read, The Junkers, Narrativa[8]
- 1970: Geoffrey Hill, King Log, Poesia[9]
- 1971: J. G. Farrell, Troubles, Narrativa,[10]
- 1972: Tony Harrison, The Loiners', Poesia[11]
- 1973: David Storey, Pasmore, Narrativa[12]
- 1974: John Fuller, Cannibals and Missionaries e Epistles to Several Persons, Poesia[13]
- 1975: Richard B. Wright, In the Middle of a Life, Narrativa
- 1976: Douglas Dunn, Love or Nothing, Poesia[14]
- 1977: Carolyn Slaughter, The Story of the Weasel, Narrativa
- 1978: David Harsent, Dreams of the Dead, Poesia[15]
- 1978: Kit Wright, The Bear Looked Over the Mountain, Poesia
- 1979: Timothy Mo, The Monkey King, Narrativa[16]
- 1980: Hugo Williams, Love-Life, Poesia[17]
- 1980: George Szirtes, The Slant Door, Poesia[18]
- 1981: J. M. Coetzee, Waiting for the Barbarians, Narrativa[19]
- 1982: Paul Muldoon, Why Brownlee Left, Poesia[20]
- 1982: Tom Paulin, The Strange Museum, Poesia[21]
- 1983: Graham Swift, Shuttlecock, Narrativa[22]
- 1984: James Fenton, In Memory of War: Poems 1968-83 Poesia
- 1985: Julian Barnes Flaubert's Parrot, Narrativa[23]
- 1986: David Scott, A Quiet Gathering, Poesia
- 1987: Guy Vanderhaeghe, Man Descending, Narrativa|[24]
- 1988: Michael Hofmann, Acrimony: Poems, Poesia[25]
- 1989: David Profumo, Sea Music, Narrativa
- 1990: Michael Donaghy, Shibboleth, Poesia
- 1991: Carol Birch, The Fog Line, Narrativa[26]
- 1992: Paul Muldoon, Madoc: A Mystery, Poesia[20]
- 1993: Will Self, The Quantity Theory of Insanity, Narrativa[27]
- 1994: John Burnside, Feast Days Poesia[28][29]
- 1995: Livi Michael, Their Angel Reach, Narrativa[30]
- 1996: Kathleen Jamie, The Queen of Sheba, Poesia[31]
- 1997: Emily Perkins, Not Her Real Name, Narrativa[32]
- 1998: Don Paterson, God's Gift to Women, Poesia[33]
- 1999: Gavin Kramer, Shopping, Narrativa
- 2000: Kathleen Jamie, Jizzen, Poesia[34]
- 2001: Trezza Azzopardi, The Hiding Place, Narrativa[35]
- 2002: Greta Stoddart, At Home in the Dark, Poesia[36]
- 2003: Justin Hill, The Drink and Dream Teahouse, Narrativa
- 2004: Glyn Maxwell, The Nerve: Poems, Poesia[37]
- 2005: David Mitchell, Cloud Atlas  Narrativa
- 2006: Alice Oswald, Woods Etc., Poesia[38]
- 2007: Edward Docx, Self Help Narrativa[39]
- 2008: Nick Laird On Purpose, Poesia[40]
- 2009: David Szalay, London and the South-East, Narrativa[41][42]
- 2010: Kona Macphee, Perfect Blue, Poesia[43][44]
- 2011: Belinda McKeon, Solace, Narrativa[45]
- 2012: Jacob Polley, The Havocs, Poesia[46]
- 2013: Eimear McBride, A Girl Is a Half-formed Thing Narrativa[47][48]
- 2014: Fiona Benson, Bright Travellers, Poesia[49]
  - Liz Berry, Black Country, Poesia[50]
- 2015: Sara Baume, Spill Simmer Falter Wither, Narrativa
- 2016: Kim Moore, The Art of Falling, Poesia[51]
- 2017: Gwendoline Riley, First Love, Narrativa[52]